# برج جولديس
برج جولديس (بالفارسية: برج گلدیس)، ويُعرف أيضًا باسم مركز جولديس التجاري، يقع في المنطقة التجارية في آرياشهر (صادقية) غرب طهران. يتألف المبنى من 13 طابقاً، حيث تُخصص الطوابق الثلاثة الأولى للمحلات التجارية، بينما تُستخدم الطوابق العشرة العليا لأغراض مكتبية.